# Мароко в Евровизия
Мароко участва в песенния конкурс „Евровизия“ за пръв и единствен път през 1980 година с песента Bitaqat Hob на арабски език в изпълнение на Самира Бенсаид.

## Участие
Участието отбелязва дебюта на страната на европейския конкурс. Мароко става първата африканска страна, взела участие в конкурса, и за пръв път се пее песен на арабски.
Песента на Мароко получава само 7 точки, всичките от които от Италия, и се класира на предпоследното 18-о място. Страната присъжда най-много точки на следните страни:
- Турция – 12;
- Германия – 10;
- Великобритания – 8;
- Швейцария – 7;
- Швеция – 6.

На следващата година е обявено оттегляне от конкурса, като причина за това е именно лошото класиране в предходното издание.

### Бъдеще
Мароканската 2M TV, считана за свободна телевизия, изявява желание да се присъедини към Европейския съюз за радио и телевизия. Телевизията е подала кандидатура за членство и ако бъде приета, Мароко отново ще има възможността да участва на „Евровизия“.